# 599
El 599 (DXCIX) fou un any comú començat en dijous del calendari julià. L'ús del nom «599» per referir-se a aquest any es remunta a l'alta edat mitjana, quan el sistema Anno Domini esdevingué el mètode de numeració dels anys més comú a Europa.

## Esdeveniments
- Els àvars fracassen en el seu intent de prendre la ciutat romana d'Orient de Tomis.[1]